# دهمانی
دهمانی شهری در تونس با جمعیت ۶٬۳۵۰ نفر است که در استان کاف واقع شده‌است.